# Ameerabad, Homnabad
Ameerabad là một làng thuộc tehsil Homnabad, huyện Bidar, bang Karnataka, Ấn Độ.